# Saoirse-Monica Jackson
Saoirse-Monica Jackson (nacida en noviembre de 1993) es una actriz de Irlanda del Norte, conocida por interpretar a Erin Quinn en la comedia de situación de Channel 4 Derry Girls entre 2018 y 2022.

## Primeros años
Jackson nació en Derry en noviembre de 1993. Dividió su tiempo mientras crecía en Derry y Greencastle, condado de Donegal, donde sus padres tenían un pub del pueblo. Después de obtener GCSE y A-Levels en St Cecilia's College en Derry, se formó en actuación en Arden School of Theatre en Mánchester.

## Carrera
El debut televisivo de Jackson se produjo en 2016 cuando consiguió el papel de Sasha en The Five de Harlan Coben, apareciendo en cuatro episodios. En 2016, también interpretó a la esposa de Curley en la gira del Birmingham Repertory Theatre de De ratones y hombres de John Steinbeck. Apareció brevemente en el episodio final de la serie dramática Broken de BBC One del 2017. En 2018, interpretó a Shena Carney en una producción de West End de The Ferryman en el Teatro Gielgud.
Jackson hizo su debut como Erin Quinn en la comedia de situación de Channel 4 Derry Girls en el primer episodio del programa, que se emitió en Channel 4 el 4 de enero de 2018. Su actuación fue bien recibida y, a su vez, la llevó a ser nominada para el premio IFTA Gala Television Award a la Mejor Actuación Femenina. Interpretó el papel en tres series hasta la conclusión del programa en mayo de 2022.
Apareció en un episodio de The Great British Bake Off: Festive Specials.
El 26 de junio de 2020, ella y sus compañeros coprotagonistas de Derry Girls realizaron un sketch con Saoirse Ronan para el especial de recaudación de fondos de RTÉ RTÉ Does Comic Relief. Todos los ingresos de la noche se destinaron a los afectados por la pandemia de COVID-19.

## Filmografía

### Películas
| Año  | Título          | Papel          | Notas        |
| ---- | --------------- | -------------- | ------------ |
| 2020 | Liverpool Ferry | Sarah          | Cortometraje |
| 2021 | Finding You     | Emma Callaghan |              |
| 2022 | Coffee Wars     | Roopa          |              |
| 2023 | The Flash       | Patty Spivot   |              |
| 2024 | Upgraded        | Amy            |              |

### Televisión
| Año       | Título                                                     | Papel                    | Notas                       |
| --------- | ---------------------------------------------------------- | ------------------------ | --------------------------- |
| 2016      | The Five                                                   | Sasha                    | 4 episodios                 |
| 2017      | Broken                                                     | Mujer joven              | Episodio: "Father Michael"  |
| 2018      | The Crystal Maze                                           | Ella misma               | Episodio: "The Derry Girls" |
| 2018–2022 | Derry Girls                                                | Erin Quinn               | Protagonista                |
| 2019      | The One Show                                               | Ella misma               |                             |
| 2019      | Lorraine                                                   | Ella misma               |                             |
| 2019      | Sunday Brunch                                              | Ella misma               |                             |
| 2019      | The Big Bang Theory of Everything                          | Ella misma               | Documental de televisión    |
| 2020      | Unprecedented: Real Time Theatre from a State of Isolation | Mia                      | 1 episodio                  |
| 2020      | Urban Myths                                                | Janet                    | 2 episodios                 |
| 2020      | The Great British Bake Off                                 | Ella misma / Concursante |                             |
| 2020      | Pretty Single                                              | Ella misma               |                             |
| 2021      | Celebrity Gogglebox                                        | Ella misma               |                             |
| 2022      | Murder in the Badlands                                     | Narradora                | 4 episodios                 |
| 2022      | Skint                                                      | Tara                     | 1 episodio                  |
| 2024      | The Decameron                                              | Misia                    | 8 episodios                 |
| TBA       | The Doll Factory                                           |                          | [ 18 ]                      |